# Haplochromis nigrescens
 Haplochromis nigrescens és una espècie extinta de peix de la família dels cíclids i de l'ordre dels perciformes.

## Morfologia
Els mascles podien assolir els 11,5 cm de longitud total.

## Distribució geogràfica
Es trobava al llac Victòria (Àfrica oriental).